# Thomas Jensen (dirigent)
 Der er flere personer med dette navn, se Thomas Jensen.
Thomas Johannes Jensen (født 25. oktober 1898 i København, død 13. november 1963 på Frederiksberg) var en dansk dirigent og cellist.
Han blev født i København og kom til at præge det århusianske musikliv. Han blev uddannet som cellist på Det Kgl. Danske Musikkonservatorium, men fik hurtigt en karriere som dirigent. I en årrække spillede han cello i Tivolis Symfoniorkester, som han ledede i årene 1936-1947 som sideordnet kapelmester med Svend Chr. Felumb. Han var senere en kær gæstedirigent.

## Betydning for Århus
Thomas Jensen kom til Århus i 1927 som orkesterleder på Århus Teater. I 1935 var han med til at stifte Århus Byorkester med musikere fra teatret. Thomas Jensen var orkestrets chefdirigent.
Thomas Jensen virkede som chefdirigent indtil 1957, hvor en strid om en ny koncertsal fik ham til at tage til København. Thomas Jensen var stærkt utilfreds med akustikken i det nybyggede Scala, der var udset til at være Århus Byorkesters nye hjemsted, og valgte Radiosymfoniorkestret.
Da Århus i 1982 fik sit eget Musikhus, fik det passende nok adresse på Thomas Jensens Allé. Samme år skiftede orkesteret navn til Århus Symfoniorkester.
Thomas Jensen var også med til at danne Den Jyske Opera i 1947.

## Forbindelsen til Carl Nielsen
Thomas Jensen, Erik Tuxen og Launy Grøndahl var fortalere for Carl Nielsens musik. På konservatoriet havde Thomas Jensen haft Carl Nielsen i musikteori (harmonilære). Han spillede som cellist de fleste af Carl Nielsens symfonier med komponisten som dirigent. Ifølge Carl Nielsens døtre var Thomas Jensen den dirigent, der kom tættest på Carl Nielsens egne opførelser.
Han blev Ridder af Dannebrog 1943 og modtog Ingenio et arti 1952.
Han er begravet på Solbjerg Parkkirkegård.